# Calau becgroc septentrional
El calau becgroc septentrional o calau becgroc (Tockus flavirostris) és una espècie d'ocell de la família dels buceròtids (Bucerotidae) que habita estepes i sabanes àrides de l'Àfrica oriental, al sud-est del Sudan, Etiòpia, Eritrea, Djibouti, Somàlia, nord d'Uganda, Kenya i nord-est de Tanzània.